# Филотей (манастир)
Вижте пояснителната страница за други значения на Филотей.
Филотеевият манастир (на гръцки: Μονή Φιλοθέου) е гръцки православен манастир в монашеската република Света Гора. Разположен е в близост до североизточния бряг в южната половина на атонския полуостров на 300 метра над морското равнище. Понастоящем е 12-и в йерархията на републиката. Храмовият му празник е на 25 март – Благовещение. Около 60 монаси обитават манастира.

## История
Манастирът е основан от монаха Филотей в края на Х век. Остава доста изолиран до заселването на български и сръбски монаси между XIV и XVI век, сред които Дамян Нови. След напускането на славянските монаси, манастирът отново е запуснат до XVIII век, когато през 1734 г. влашкият владетел Григоре II Гика оказва материална подкрепа. Построени са допълнителни килии, жилища за гости и параклиси. През 1746 г. е построена и централната църковна постройка. Пожарът през 1871 г. унищожава голяма част от сградите. Спасяват се само главният храм и библиотеката. Впоследствие постройките са възстановени.

## Съкровища, пазени в манастира
Във Филотей се съхранява чудотворната икона на Светата Майка „Сладкоцелуваща“. Библиотеката съдържа 250 ръкописа, два илитария и около 2500 печатани книги (500 от тях са на руски и румънски език).